# 키예보 포위전
1991년 키예보 포위전은 크로아티아 독립 전쟁 초기 있었던 양 세력 간의 충돌 사건이다. 대령 라트코 믈라디치가 이끄는 유고슬라비아 인민군(유고 인민군, JNA) 제9군단과 크닌 경찰청장인 밀란 마르티치 휘하 SAO 크라이나 군대가 1991년 4월 말에서 5월 초부터 크로아티아인 다수 마을인 키예보를 포위하였다. 초기 포위전은 스플리트에서 유고 인민군에 반대하는 대규모 시위가 열리자 협상 끝에 포위가 풀러젔다.
유고 인민군 및 SAO 크라이나 군은 8월 중순 봉쇄를 재개하였다. 8월 26일 유고 인민군은 키예보를 점령하였으며 이후 키예보는 약탈당하고 여기저기 화재가 일어났다. 키예보에서의 교전은 유고 인민군이 처음으로 크로아티아 정부에 반대하여 SAO 크라이나 군을 공개적으로 지지, 같이 싸운 최초의 사례로 의미가 있다. 키예보 내에 있던 크로아티아 경찰은 마을을 떠나 드르니시 쪽으로 도망갔으며 남은 크로아티아 민간인들은 마을을 떠났다.
구유고슬라비아 국제형사법원(ICTY)에서 열린 밀란 마르티치 재판에서 마르티치는 키예보 포위전 도중 수 차례 전쟁 범죄를 저지른 혐의 및 기타 여러 전쟁 범죄 혐의로 기소되었다. 이 재판에서 마르티치는 유죄 판결을 받았으며, 2007년 만들어진 키예보 관련 재판소 조사 결과에서는 키예보에서 여러 민족 청소가 일어났다는 결론이 내려졌으며 2008년 열린 ICTY 2심 재판에서 조사 결과를 받아들이고 확정하였다. 키예보 포위전은 유고슬라비아 전쟁에서 최초로 민족 청소를 시행한 사례였다. 크로아티아 정부는 라트코 믈라디치에 대한 궐석재판을 열어 키예보에서 일어난 전쟁 범죄에 대해 유죄를 선고하였다.

## 배경
크로아티아 사회주의 공화국에서 열린 1990년 크로아티아 총선거에서 크로아티아 민주연합이 압승하면서 세르브인과 크로아트인 사이 민족 갈등이 악화되었다. 유고슬라비아 인민군은 저항을 최소화하기 위해 크로아티아 영토방위군의 무기들을 압수하였다. 1990년 8월 17일에는 양 민족 간 갈등이 세르비아계 크로아티아인의 대대적인 반란으로 나타나기 시작했으며, 크닌(스플리트에서 동북쪽으로 약 60 km 떨어진 도시) 인근 달마티아 고원의 세르브계 다수 거주 지역을 중심으로 리카, 코르둔, 바노비나, 동슬라보니아에서 반란이 일어났다. 몬테네그로 및 세르비아 내 자치주인 보이보디나, 코소보의 지원을 받은 세르비아는 1991년 1월 크로아티아 보안군의 무장 해제를 위한 유고 인민군 작전을 승인받기 위해 유고 대통령직의 승인을 얻으러 하였으나 실패하였다. 요청 거부 후 1991년 3월에는 세르비아계 저항 세력과 크로아티아 특수경찰 사이 무혈 충돌이 일어나 유고 인민군은 연방 대통령직에게 전시 권한을 부여하고 국가비상사태를 선포하자는 건의를 내렸다. 세르비아 및 기타 3개 공화국의 지원을 받았으나 유고 인민군의 요청은 3월 15일 거부되었다. 세르비아의 대통령 슬로보단 밀로셰비치는 크로아티아를 유고슬라비아 연방 내로 두도록 하는 것 보다는 세르비아의 확장을 더 지지하면서 공개적으로 유고 인민군을 사실상 세르비아군으로 바꾸겠다고 위협하였고 더 이상 연방 대통령직의 권한을 인정하지 않겠다고 선포하였다. 이 위협으로 유고 인민군이 점차 밀로셰비치의 통제 하로 들어가면서 유고 인민군은 세르비아의 확장을 위해 유고슬라비아 연방 자체를 존속시키자는 계획을 포기하였다. 3월 말에는 양 측 간의 분쟁으로 최초로 사망자가 나온 충돌이 일어나게 되었다. 4월 초에는 크로아티아 내 세르브인 반군 지도자들이 모여 세르비아 및 세르브인 통제 지역을 하나로 통합하겠다고 선언하였다. 크로아티아 정부는 세르브계 장악 지역들을 분리운동 지역으로 간주하였다.
1991년 초 크로아티아는 정규군 병력이 없었다. 크로아티아는 병력 강화를 위해 경찰 인력을 약 2만 명으로 증강하였다. 경찰 중 가장 규모가 큰 곳은 12개 대대 3천 명 병력으로 구성되어 군사 조직을 도입한 크로아티아 특수경찰 세력이었다. 또한 크로아티아 각지에 16개 대대 10개 중대로 구성된 9천 명-1만 명으로 구성된 지역 예비경찰 조직도 도입되었다. 다만 예비경찰은 무기가 부족하였다. 악화되고 있는 사태에 대항해 크로아티아 정부는 5월 경 특수경찰 대대를 8천 명 병력의 4개 전문경비여단으로 통합하여 크로아티아 국가방위군(ZNG)를 창설하였으며 크로아티아의 국방부 장관이자 유고 인민군 퇴역군인인 장군 마르틴 슈페겔이 지휘를 맡았다. 당시 4만 명으로 늘어난 지역 경찰도 국가방위군 소속으로 들어가 19개 여단, 14개 독립대대로 재편되었다. 경비여단은 국가방위군의 유일한 부대 편제로 소화기로만 완전 무장하고 있었으며 국가방위군은 중화기와 화력이 부족했으며 지휘통제구조도 없었다. 중화기 부족이 너무 심해서 국가방위군은 박물관 및 영화 스튜디오에서 압수한 제2차 세계 대전 시기 중화기에 의존하였다. 당시 크로아티아 무기 비축량은 해외에서 구입한 소화기 3만 정과 기존에 크로아티아 경찰이 보유하고 있던 소화기 15,000정만 있었다. 경비여단으로 재편하면서 줄어든 인원을 대체하기 위해 1만명 규모의 특수경찰이 신설되었다.

## 전조
1991년 기준 키예보는 인구 1,261명의 마을로 이 중 99.6%가 크로아트인이었다. 키예보는 세르브인 다수 거주 마을인 폴라차, 치블랴네, 체티나 마을에 둘러싸여 있었다. 로그 혁명 이후 세르브인 마을 3곳은 전부 SAO 크라이나 영토에 속하게 되었고 키예보에서 치블랴네, 체티나로 향하는 도로가 바리케이드로 막혀지면서 키예보로 가는 도로가 제한되었다. 이에 대응해 키예보에서는 임시 민병대를 수립하였다.
1991년 4월 1일 플리트비체 호수 사건 이후, SAO 크라이나 군은 플리트비체 호수에서 포로로 붙잡힌 세르비아계 크로아티아인 병사와 맞교환할 목적으로 드르니시 마을로 들어가 크로아티아 경찰 3명을 포로로 붙잡았다. 이에 차례로 키예보 주민 민병대가 세르브인 민간인 수 명을 포로로 붙잡고 포로를 맞교환하는 조건으로 크로아티아 경찰을 석방할 것을 요구하였다. 4월 2일, 유고 인민군 정보장교는 이 사실을 보고하고 바리케이드로 서로 분리된 키예보와 치블랴네의 지역 민병대들이 무장 교전을 벌이고 있고 정도가 점점 심해질 수 있다는 경고를 하였다. 키예보의 위치가 SAO 크라이나의 도로망 사이를 막고 있었기 때문에 전략적으로 매우 중요한 위치에 있었다.

## 4-5월 봉쇄
4월 27일에서 28일로 넘어가는 밤, 크로아티아 내무부 장교 한 무리가 가까스로 키예보에 다달았으며 4월 28일 키예보 마을에 크로아티아 경찰서가 정식으로 창설되었다. 다음 날, 참모 대령 라트코 믈라디치가 지휘하는 유고 인민군 제9군단(크닌) 병력이 진군하여 키예보로의 모든 도로를 차단하고 물자 진입을 막았다. 5월 2일에는 크로아티아 경찰 헬리콥터가 SAO 크라이나 군의 총격 피해를 입은 후 키예보로 비상 착륙하였다. 헬리콥터에는 당시 국방부 장관이었던 루카 베비치와 크로아티아 의회의 의장 블라디미르 셱스가 타고 있었다. 이 헬리콥터는 같은 날 수리를 받은 후 다시 이륙하였다. 5월 2일에는 코쟈크산에서 교전이 일어나 SAO 크라이나 민병대 대원 중 한 명이 경비 임무를 맡던 도중 사망하였다.
크로아티아의 대통령 프라뇨 투지만은 대중에게 포위작전을 중지시켜 달라고 발표하였고, 이 발표로 1991년 5월 6일 브로도스플리트 조선소 크로아티아 노동조합이 조직한 유고 인민군에 반대하는 대규모 시위가 일어났다. 5월 7일에는 유고 인민군 제10 차량화 연대의 전차, 궤도차량 80대와 바퀴차량 23대가 모스타르의 막사를 나왔으나 모스타르 서쪽의 시로키브리예그에서 민간인들이 유고 인민군의 진군을 저지하였다. 군중들이 유고 인민군에게 키예보의 포위망을 해제하라는 요구를 하는 가운데 호송 대열은 3일간 제 자리를 지켰다. 이 시위는 보스니아 헤르체고비나의 대통령직 의장인 알리야 이제트베고비치가 시위대를 찾아가 연설하면서 호송대는 키예보가 아닌 쿠프레스로 가는 것이라 설득하면서 끝났다. 투지만 대통령과 프라뇨 쿠하리치 추기경은 이제트베고비치를 지지하는 시위대에게 전보를 보냈다. 키예보의 포위망은 봉쇄 명령이 내려진 지 2주 후에 수 일간의 협상을 한 후 해제되었다.

## 8월 봉쇄
1991년 8월 17일, 믈라디치가 이끄는 유고 인민군 부대가 키예보 마을 진입을 막기 위해 바리케이드를 치면서 5월 협정은 3개월도 되지 않아 깨졌다. 다음 날 세르브계 크로아티아인 지도자인 밀란 마르티치가 키예보 내 살고 있는 주민들과 경찰들에게 이틀 안에 마을을 떠나지 않을 경우 무장 공격을 받게 될 것이라는 내용의 최후통첩을 보냈다.
8월 2일에서 25일 사이 크로아티아군이 마을 내 거의 모든 민간인을 대피시켰다. 8월 25일, 크로아티아군은 키예보에서 동남쪽으로 38 km 떨어진 신 마을의 유고 인민군 막사를 공격했으나 공격은 실패하였다. 공격의 목적은 키예보 인근에서 크로아트인의 입지가 약화됨에 따라 필요한 무기를 확보하기 위해서였다.
8월 26일, 유고 인민군은 키예보를 공격하였으며 이에 수비를 맡은 크로아티아 세력은 키예보 경찰서장 마르틴 치친 샤인이 지휘하는 소화기로만 무장한 경찰 병력 58명만 있었다. 오전 5시 18분부터 오후 1시 정각 사이 유고 인민군은 마을에 1,500발의 포격을 가했으며 유고슬라비아 공군은 34소티의 근접항공지원을 가하며 공격하였다. 같은 날 오후 유고 인민군은 키예보를 향한 지상공격을 시작했다. 마르티치는 키예보 안에 있던 모든 집에서 발포를 가했다고 말했다. 키예보 공격부대는 유고 인민군 보병의 지원을 받은 전차 30대와 세르브계 크로아티아인 민병대로 구성되었다.
16시 30분 경 유고 인민군이 마을에 진입하였다. 중령 보리슬라브 주키치가 지휘하는 제1전술그룹이 키예보 점령작전을 맡았으며 유고 인민군 제221 차량화 보병여단 사령관은 22시 30분까지 마을을 모두 장악했다고 보고하였다. 크로아티아 경찰은 3개 조로 나누어 키예보를 떠나 코쟈크산을 통해 드르니시 쪽으로 빠져나왔다. 포격으로 집과 경작지 대부분이 파괴되면서 남은 크로아티아인들도 마을을 떠났다. 후퇴하는 무리들은 코쟈크산을 건널 때 유고슬라비아 공군의 제트기의 추격을 받았다. 라디오 텔레비전 베오그라드의 기자 베스나 데 빈차가 이 사건을 녹화하였다. 마르티치가 이끄는 SAO 크라이나군은 키예보 지역에서 유고 인민군과 협력하여 지휘를 하였다.

## 여파
키예보에 있었던 크로아티아군과 유고 인민군 사이 충돌은 마르티치의 최후통첩에 의거해 일어난 일로 급속히 확대되며 고조되고 있는 크로아티아 독립 전쟁에서 유고 인민군이 처음으로 공개적으로 세르브인 반군을 지원하며 활동한 최초의 사례이다. 수비군은 2명만 부상을 입었으나 퇴각하는 일행 중 1개 무리가 포로로 붙잡혔다. 20명으로 이루어져 있었던 이 무리는 전쟁포로 교환 당시 석방되었다. 유고 인민군은 사상자가 없었다. 유고 인민군이 키예보를 점령한 후 마을은 약탈당하고 불타올랐다. 키예보 파괴는 전쟁 초기 세르비아가 저지른 여러 전쟁 범죄 중 하나로 기록되었다. 키예보 안팎의 전투에 참여했던 유고 인민군 부대는 며칠 후 신 마을을 향해 진격하여 브를리카를 점령한 뒤 9월 중순 일어난 시베니크 전투에 참가하기 위해 재편성되었다.
구유고슬라비아 국제형사법원(ICTY)에서 열린 밀란 마르티치 재판에서 마르티치는 키예보 포위전 도중 전쟁 범죄를 저지른 혐의에 대해 유죄 판결을 받았으며, 2007년 재판소의 키예보 관련 조사 결과에서 증언을 토대로 키예보에서 인종 청소가 자행되었다는 결론을 내렸으며 2008년 항소심에서 키예보 포위전을 인종 청소라는 평결을 받아들였다. 키예보 포위전은 유고슬라비아 전쟁 중 처음으로 인종 청소 전략을 사용한 사례이다. 키예보에서의 사건은 라트코 믈라디치 재판의 공소장에서는 포함되지 않았으나 크로아티아 사법부는 라트코 믈라디치를 키예보에서 저질러진 전쟁 범죄에 대해 궐석재판을 열고 유죄로 판결하였다. 믈라디치는 20년 징역형을 선고받았다.

## 참고 문헌
서적 및 논문
- Allcock, John B.; Milivojević, Marko; Horton, John Joseph (1998). 《Conflict in the former Yugoslavia: an encyclopedia》. Santa Barbara, California: ABC-CLIO. ISBN 9780874369359.
- Armatta, Judith (2010). 《Twilight of Impunity: The War Crimes Trial of Slobodan Milosevic》. Durham, North Carolina: Duke University Press. ISBN 978-0-8223-4746-0.
- Central Intelligence Agency, Office of Russian and European Analysis (2002). 《Balkan Battlegrounds: A Military History of the Yugoslav Conflict, 1990–1995》. Washington, D.C.: Central Intelligence Agency. OCLC 50396958.
- Degoricija, Slavko (2008). 《Nije bilo uzalud》 (크로아티아어). Zagreb, Croatia: ITG - Digitalni tisak. 49쪽. ISBN 9537167178.
- 《Eastern Europe and the Commonwealth of Independent States》. London, England: Routledge. 1999. ISBN 978-1-85743-058-5.
- Gow, James (2003). 《The Serbian Project and Its Adversaries: A Strategy of War Crimes》. London, England: C. Hurst & Co. 154–155쪽. ISBN 9781850656463.
- Hoare, Marko Attila (2010). 〈The War of Yugoslav Succession〉.   Ramet, Sabrina P. 《Central and Southeast European Politics Since 1989》. Cambridge, England: Cambridge University Press. 111–136쪽. ISBN 9781139487504.
- Lučić, Ivica (June 2008). “Bosna i Hercegovina od prvih izbora do međunarodnog priznanja” [Bosnia and Herzegovina from the First Elections to the International Recognition]. 《Journal of Contemporary History》 (크로아티아어) (Croatian Institute of History) 40 (1): 107–140. ISSN 0590-9597.
- Magaš, Branka (1993). 《The Destruction of Yugoslavia: Tracking the Break-up 1980-92》. New York City: Verso Books. ISBN 9780860915935.
- Ramet, Sabrina P. (2006). 《The Three Yugoslavias: State-Building And Legitimation, 1918–2006》. Bloomington, Indiana: Indiana University Press. ISBN 978-0-253-34656-8.
- Ružić, Slaven (December 2011). “Razvoj hrvatsko-srpskih odnosa na prostoru Benkovca, Obrovca i Zadra u predvečerje rata (ožujak - kolovoz 1991. godine)” [Development of Croatian-Serbian relations in Benkovac, Obrovac and Zadar area in the eve of the war (March-August 1991)]. 《Journal - Institute of Croatian History》 (크로아티아어) (Institute of Croatian History) 43 (1): 399–425. ISSN 0353-295X.
- Silber, Laura; Little, Allan (1996). 《The death of Yugoslavia》. London, England: Penguin Books. ISBN 9780140261684.
- Woodward, Susan L. (1995). 《Balkan Tragedy: Chaos and Dissolution After the Cold War》. Washington, D.C.: Brookings Institution Press. 142쪽. ISBN 9780815795131.

뉴스 보도
- Cvitić, Plamenko (2005년 8월 22일). “Nisam imao konkurenciju za Irak” [I had no competition for Iraq] (크로아티아어). Nacional. 2013년 12월 29일에 원본 문서에서 보존된 문서. 2020년 6월 25일에 확인함.
- Deljanin, Zorana (2011년 5월 27일). “Posljednji zapovjednik obrane Kijeva Martin Čičin Šain: Moj susret s Mladićem” [The last Kijevo defence commander, Martin Čičin Šain: My encounter with Mladić]. 《Novi list》 (크로아티아어). 2020년 8월 9일에 원본 문서에서 보존된 문서. 2020년 6월 25일에 확인함.
- Engelberg, Stephen (1991년 3월 3일). “Belgrade Sends Troops to Croatia Town”. 《The New York Times》. 2013년 10월 2일에 원본 문서에서 보존된 문서.
- Jurković, Marina (2010년 8월 18일). “APEL SABORU: Proglasiti 17. 8. danom početka rata” [APPEAL TO SABOR: Declare 17 August the day when the war began]. 《Slobodna Dalmacija》 (크로아티아어).
- Kosanović, Saša (2011년 6월 3일). “Mnogo pitom Mladić” [Very tame Mladić]. 《Novosti》 (크로아티아어). 2020년 8월 9일에 원본 문서에서 보존된 문서. 2020년 6월 25일에 확인함.
- Paštar, Toni (2010년 8월 25일). “Vijenci, svijeće i molitve u Sinju i Vrlici za poginule branitelje” [Wreaths, candles and prayers for dead in Sinj and Vrlika]. 《Slobodna Dalmacija》 (크로아티아어).
- Pavić, Snježana (2011년 5월 26일). “Za više od 100 ubijenih Hrvata Škabrnji i Saborskom Ratko Mladić neće odgovarati. Nitko ga nije optužio!” [Ratko Mladić will not be held accountable for more than 100 Croats killed in Škabrnja and Saborsko. Nobody charged him!]. 《Jutarnji list》 (크로아티아어). 2011년 8월 12일에 원본 문서에서 보존된 문서. 2020년 6월 25일에 확인함.
- “Roads Sealed as Yugoslav Unrest Mounts”. 《The New York Times》. Reuters. 1990년 8월 19일. 2013년 9월 21일에 원본 문서에서 보존된 문서.
- Šetka, Snježana (2001년 5월 6일). “Dan kada je ustao Split” [Day when Split rose up]. 《Slobodna Dalmacija》 (크로아티아어).
- Sudetic, Chuck (1991년 4월 2일). “Rebel Serbs Complicate Rift on Yugoslav Unity”. 《The New York Times》. 2013년 10월 2일에 원본 문서에서 보존된 문서.
- “"Terrorists" Fire on Croatian Helicopter”. 《Daily Report: East Europe》 (78-88) (Foreign Broadcast Information Service). Tanjug. 1991. OCLC 16394067.

기타 자료
- “Domovinski rat”. 《Official website》 (크로아티아어). Municipality of Kijevo. 2007. 2014년 3월 7일에 원본 문서에서 보존된 문서. 2013년 6월 28일에 확인함.
- Đukić, Borislav (1991년 8월 27일). “Izvješće 221. mtbr. Komandi 9. korpusa OS SFRJ o stanju u TG-1, posljednjim borbama u osvajanju Kijeva, borbama oko sela Lelasi te napredovanju prema Vrlici i Otišiću” [Report of the 221st MotBde to the command of the 9th Corps of the armed forces of the SFR Yugoslavia regarding conditions in the TG-1, the final battles to capture Kijevo, fighting around village of Lelasi and advance towards Vrlika and Otišić] (PDF) (세르비아어). 266–267쪽. 2016년 11월 26일에 원본 문서 (PDF)에서 보존된 문서. 2020년 6월 25일에 확인함.
- Nazor, Ante (May 2009). “Iz izvješća "Organu bezbednosti Komande RV i PVO" JNA o događajima u Borovu Selu - 2. svibnja 1991. (I. dio)” [From reports to the Security services of Yugoslav Air Force and Air Defence on events in Borovo Selo - 2 May 1991]. 《Hrvatski vojnik》 (크로아티아어) (Ministry of Defence (Croatia)) (239). ISSN 1333-9036. 2009년 12월 1일에 원본 문서에서 보존된 문서. 2020년 6월 25일에 확인함.
- Nazor, Ante (October 2012). “Pokušaj uvođenja izvanrednog stanja u Hrvatsku - izvješća "organa bezbednosti" JNA od 2. travnja 1991.” [An attempt to introduce the state of emergency in Croatia - JNA security service reports of 2 April 1991]. 《Hrvatski vojnik》 (크로아티아어) (Ministry of Defence (Croatia)) (406). ISSN 1333-9036. 2014년 10월 8일에 원본 문서에서 보존된 문서. 2020년 6월 25일에 확인함.
- “The Prosecutor vs. Milan Martic – Judgement” (PDF). International Criminal Tribunal for the former Yugoslavia. 2007년 6월 12일.